# Afronurus freitagi
Afronurus freitagi is een haft uit de familie Heptageniidae. De wetenschappelijke naam van de soort is voor het eerst geldig gepubliceerd in 2011 door Dietrich Braasch. Braasch beschreef enkel de larve van de soort; imago en subimago waren onbekend. 
De soort komt voor in het Oriëntaals gebied. Ze is genoemd naar H. Freitag, die ze in 2006 ontdekte in het Nationaal Park Minalungao in Central Luzon, Filipijnen.